# Peter Tonkin
Peter James Tonkin (* 21. Mai 1948) ist ein ehemaliger australischer Schwimmer.

## Sportliche Karriere
Bei den Olympischen Spielen 1964 in Tokio schied Peter Tonkin über 200 Meter Brust als 17. der Vorläufe aus. In der 4-mal-100-Meter-Lagenstaffel erreichten Peter Reynolds, Peter Tonkin, Kevin Berry und David Dickson den Endlauf mit der siebtschnellsten Vorlaufzeit. Im Finale siegte die US-Staffel vor den Deutschen und der australischen Staffel mit Reynolds, Ian O’Brien, Berry und Dickson. Die nur im Vorlauf eingesetzten Schwimmer erhielten gemäß den bis 1980 gültigen Regeln keine Medaille.